# Heinrich von Taufers
Heinrich von Taufers († 19. November 1239 in Brixen) war Bischof von Brixen.
Heinrich von Taufers entstammt dem Pusterer Adelsgeschlecht der Herren von Taufers. 1208 wurde er Archidiakon an der Metropolitankirche von Aquileja und im Jahr 1224 zum Bischof von Brixen gewählt, die Weihe fand erst nach vier Jahren am 19. März 1228 in Venedig durch den Salzburger Erzbischof Eberhard von Regensberg statt. Diese Verzögerung lag wohl am Gegensatz zwischen Papst und Kaiser.
1234 musste der Dombezirk nach einem Brand restauriert werden, 1237 wurde die Kathedrale durch den Salzburger Erzbischof eingeweiht. Aufgrund seiner zu geringen staufischen Gesinnung, wurde ihm 1236 durch Kaiser Friedrich II. die Administration des Brixner Hochstiftes entzogen. Die weltliche Gewalt wurde an einen kaiserlichen Statthalter übertragen, sein Nachfolger Egno von Eppan war am Entzug seiner weltlichen Macht beteiligt.
Bischof Heinrich starb am 19. November 1239 und wurde in der Brixner Klarissenkirche beigesetzt.